# Bateria estrutural
Baterias estruturais são materiais ou estruturas multifuncionais, capazes de atuar como um sistema de armazenamento de energia eletroquímica (ou seja, baterias), embora possuam integridade mecânica.
Elas ajudam a economizar peso e são úteis em aplicações de transporte, como veículos elétricos e drones, devido ao seu potencial para melhorar a eficiência do sistema. Dois tipos principais de baterias estruturais podem ser distinguidos: baterias embutidas e eletrodos estruturais laminados.

## Baterias embutidas
Baterias embutidas representam estruturas multifuncionais onde células de bateria de íon-lítio são eficientemente incorporadas em uma estrutura composta e, mais frequentemente, em estruturas sanduíche. Em um design de sanduíche, baterias de íon-lítio de última geração são incorporadas formando um material central e ligadas entre duas folhas de face fina e resistente (por exemplo, alumínio). Cargas no plano e de flexão são suportadas por folhas de face enquanto o núcleo da bateria absorve cisalhamento transversal e cargas de compressão, além de armazenar a energia elétrica. A estrutura multifuncional pode então ser usada como suporte de carga e também como material de armazenamento de energia.

## Eletrodos estruturais laminados
Em eletrodos estruturais laminados, o material do eletrodo possui uma função intrínseca de suporte de carga e armazenamento de energia. Um exemplo é, por exemplo, baseado em um ânodo de zinco, cátodo de óxido de manganês e um eletrólito compósito de fibra / polímero. O eletrólito estrutural permite um desempenho estável de carga e descarga. Esta montagem foi demonstrada em um veículo aéreo não tripulado. Uma bateria estrutural comumente proposta é baseada em um conceito de polímero reforçado com fibra de carbono (carbon fiber reinforced polymer ou CFRP em inglês). Aqui, as fibras de carbono servem simultaneamente como eletrodos e reforço estrutural. A lâmina é composta de fibras de carbono que são incorporadas em um material de matriz (por exemplo, um polímero). Múltiplas camadas de fibras de carbono são impregnadas com uma matriz que permite a transferência de carga entre as fibras, mas também o transporte de íons de lítio, ao contrário das matrizes de éster de vinil ou epóxi comumente usadas. Este tipo de sistema de armazenamento de energia pode ser baseado em níquel ou na química de íons de lítio. O laminado é feito da combinação de um eletrodo negativo, um separador e um eletrodo positivo, embutidos em um eletrólito estrutural e conduzido ionicamente. No conceito de eletrodos estruturais laminados, as fibras de carbono podem ser usadas para intercalar, por exemplo, íons de lítio (ânodo estrutural); da mesma forma, para ânodos de grafite disponíveis comercialmente. O cátodo estrutural consiste em fibras de carbono revestidas com espécies eletroquimicamente ativas, por exemplo, partículas de óxido de lítio. Um exemplo de bateria estrutural que explora um eletrodo negativo de fibra de carbono e um eletrodo positivo de fosfato de ferro-lítio demonstrou ser capaz de acender um LED. Algum material separador é usado entre os dois eletrodos estruturais para evitar curto-circuitos. No entanto, o conceito de CFRC descrito acima ainda está sendo pesquisado.